# St. Marienkirchen am Hausruck
St. Marienkirchen am Hausruck, auch Sankt Marienkirchen am Hausruck, ist eine Gemeinde in Oberösterreich im Bezirk Ried im Innkreis  im Innviertel mit 898 Einwohnern (Stand 1. Jänner 2024). Die Gemeinde liegt im Gerichtsbezirk Ried im Innkreis.

## Geografie
St. Marienkirchen am Hausruck, Hauptort der Gemeinde, liegt auf 523 Meter Höhe im Innviertel. Die Ausdehnung der Gemeinde beträgt von Nord nach Süd 5 Kilometer, von West nach Ost 3,6 Kilometer. Die Entwässerung des Gebietes erfolgt über die Antiesen, die den Westen des Gemeindegebietes durchfließt. Nach Südosten steigt das Gemeindegebiet im bewaldeten Schloßberg auf 712 Meter an. Die Gesamtfläche beträgt elf Quadratkilometer. Davon werden 72 Prozent landwirtschaftlich genutzt, 19 Prozent sind bewaldet.

### Gemeindegliederung
Das Gemeindegebiet umfasst folgende Ortschaften (in Klammern Einwohnerzahl Stand 1. Jänner 2024):
- Baching (60)
- Grausgrub (62)
- Hatting (99)
- Hof (88)
- Jetzing (30)
- Kern (14)
- Kleinbach (0)
- Lehen (15)
- Manaberg (11)
- Obereselbach (38)
- Pilgersham (83)
- Sankt Marienkirchen am Hausruck (278)
- Stocket (63)
- Unering (43)
- Untereselbach (14)

Die Katastralgemeinden der Gemeinde St. Marienkirchen am Hausruck sind: 
- St. Marienkirchen am Hausruck (46152)
- Stocket (46156)
- Grausgrub (46117)

### Nachbargemeinden
| Hohenzell |                                             | Geiersberg |
|           | Kompassrose, die auf Nachbargemeinden zeigt |            |
|           | Eberschwang                                 |            |

## Geschichte
Die Kirche von St. Marienkirchen am Hausruck wurde um 1450 errichtet, zur Pfarrkirche erhoben wurde sie 1785.
Seit Gründung des Herzogtums Bayern war der Ort bis 1779 bayrisch und kam nach dem Frieden von Teschen mit dem Innviertel (damals 'Innbaiern') zu Österreich. Während der Napoleonischen Kriege wieder kurz bayrisch, gehört er seit 1814 endgültig zu Oberösterreich.
Nach dem Anschluss Österreichs an das Deutsche Reich am 13. März 1938 gehörte der Ort zum Gau Oberdonau. Nach 1945 erfolgte die Wiederherstellung Oberösterreichs.

### Einwohnerentwicklung
Die Gemeinde profitiert von der Nähe zur Stadt Ried im Innkreis und der guten verkehrsmäßigen Anbindung.

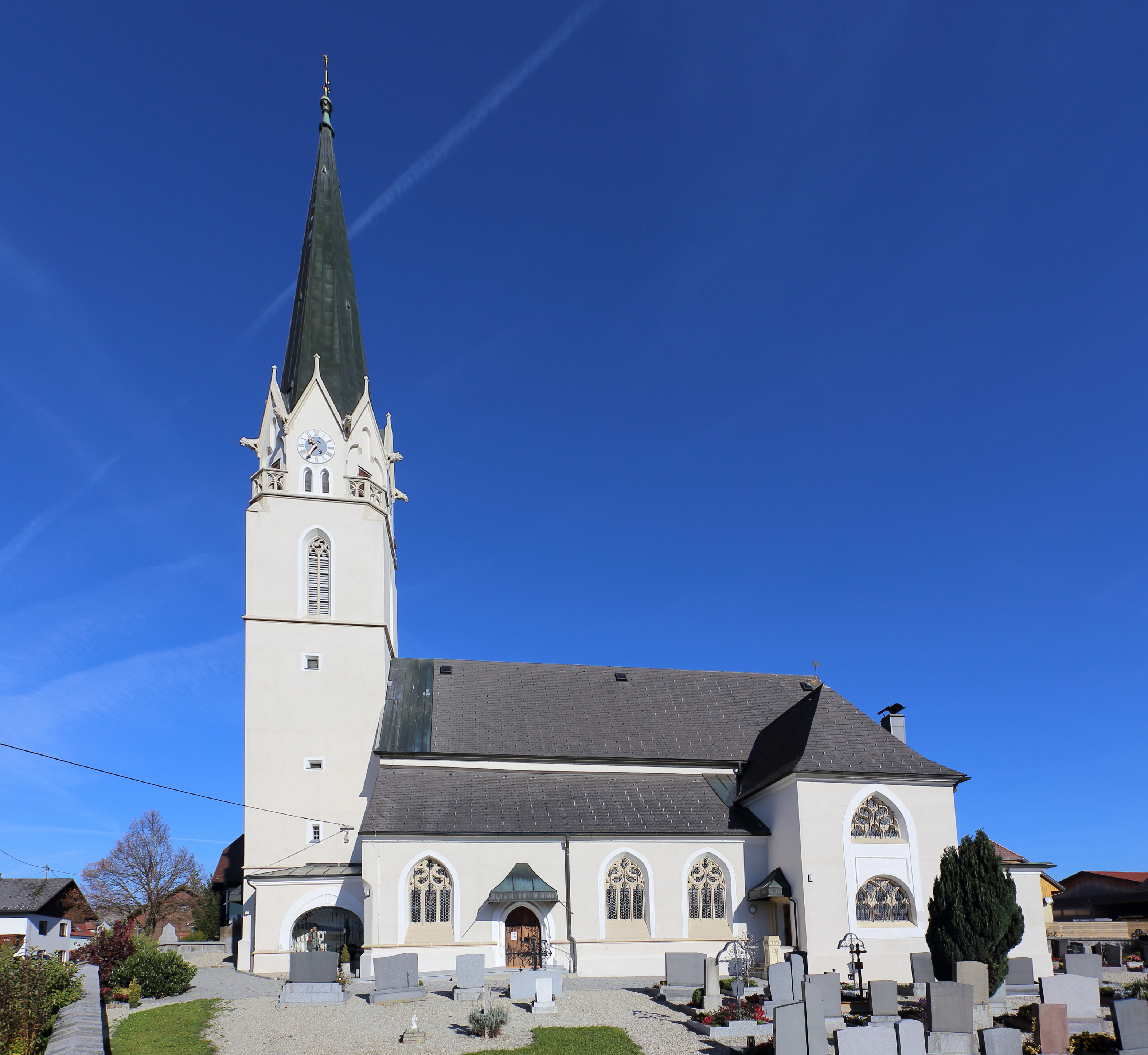
Südansicht der Pfarrkirche

## Kultur und Sehenswürdigkeiten
- Siehe auch: Liste der denkmalgeschützten Objekte in St. Marienkirchen am Hausruck
- Die Pfarrkirche St. Marienkirchen am Hausruck ist ein gotischer Sakralbau, wobei dem Turm ein neugotischer Spitzhelm aufgesetzt wurde. Die Ausstattung ist vorwiegend neugotisch.

## Wirtschaft und Infrastruktur

### Wirtschaftssektoren
Von den landwirtschaftlichen Betrieben des Jahres 2010 wurden 18 im Haupterwerb geführt. Diese bewirtschafteten mehr als sechzig Prozent der Flächen. Im Produktionssektor arbeiteten 23 Erwerbstätige im Baugewerbe und 13 im Bereich Warenherstellung. Die wichtigsten Arbeitgeber im Dienstleistungssektor waren die Bereiche Handel (34) und soziale und öffentliche Dienste (26 Mitarbeiter).
| Wirtschaftssektor            | Anzahl Betriebe | Anzahl Betriebe | Erwerbstätige | Erwerbstätige |
| Wirtschaftssektor            | 2011            | 2001            | 2011          | 2001          |
| ---------------------------- | --------------- | --------------- | ------------- | ------------- |
| Land- und Forstwirtschaft 1) | 39              | 48              | 41            | 48            |
| Produktion                   | 13              | 8               | 36            | 18            |
| Dienstleistung               | 34              | 16              | 82            | 31            |

1) Betriebe mit Fläche in den Jahren 2010 und 1999
| Im Jahr 2011 wohnten 458 Erwerbstätige in St. Marienkirchen am Hausruck. Davon arbeiteten 101 in der Gemeinde, mehr als drei Viertel pendelten aus. Die wichtigste Straßenverbindung ist die Rieder Straße B141. | Hier fehlt eine Grafik, die leider im Moment aus technischen Gründen nicht angezeigt werden kann. Wir arbeiten daran! |

## Politik

### Gemeinderat
Der Gemeinderat besteht aus 13 Mandataren.
| Partei | 2015    | 2015    | 2009  | 2009    | 2003  | 2003    | 1997  | 1997    |
| Partei | Prozent | Mandate | %     | Mandate | %     | Mandate | %     | Mandate |
| ------ | ------- | ------- | ----- | ------- | ----- | ------- | ----- | ------- |
| ÖVP    | 64,59   | 9       | 64,60 | 9       | 60,73 | 8       | 67,24 | 9       |
| FPÖ    | 35,41   | 4       | 23,72 | 3       | 24,03 | 3       | 23,47 | 3       |
| SPÖ    |         |         | 11,68 | 1       | 15,24 | 2       | 9,29  | 1       |

### Bürgermeister
Bürgermeister seit 1894 waren:
- 1894–1897 Josef Freund
- 1897–1900 Josef Pumberger
- 1900–1903 Josef Freund
- 1903–1906 Andreas Berger
- 1906–1919 August Hartl
- 1919–1929 Johann Singer
- 1929–1942 Jakob Augustin
- 1942–1945 Josef Bögl
- 1945–1949 Martin Itzinger
- 1949–1955 Rudolf Bögl
- 1955–1961 Karl Bögl
- 1961–1979 Josef Landlinger
- 1979–1991 Georg Vöcklinger
- 1991–2003 Rudolf Pumberger
- 2003–2008 Roland Bergthal
- seit 2008 Günter Fisecker

### Wappen
Offizielle Beschreibung des Gemeindewappens: Gespalten von Silber und Grün; in gewechselten Farben drei heraldische Lilien an einem aus dem Unterrand des Schildes wachsenden Stängel mit zwei Blättern.
Dieses Wappen war ursprünglich das Wappen des Edlen von Hatting und wurde später als Gemeindewappen geführt. Die Gemeindefarben sind Grün-Weiß-Blau.

## Persönlichkeiten
- Josef Landlinger (1919–1996), ehemaliger Bürgermeister und Ehrenbürgermeister der Gemeinde
- Thomas Wiederkehr (* 1947), Bildhauer
- Sigrid Kofler (* 1960), Bildende Künstlerin, Künstlerische Leiterin der Galerie20gerhaus in Ried im Innkreis[15]